# 路易九世 (巴伐利亞)

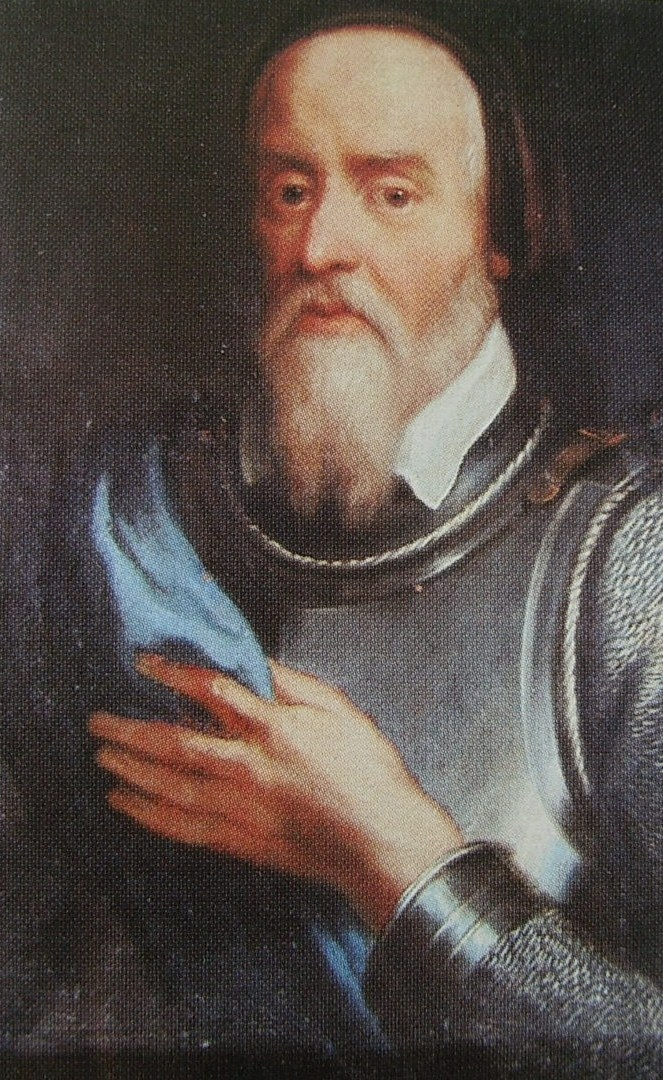
巴伐利亞-蘭茨胡特公爵路易九世

路易九世（1417年2月23日—1479年1月18日），維特爾斯巴赫家族成員，巴伐利亞-蘭茨胡特公爵（1450年—1479年在位）。巴伐利亞-蘭茨胡特公爵（富人）亨利十六世與妻子哈布斯堡王朝奧地利大公阿爾布雷希特四世的女兒瑪格麗特的第三子，亦是唯一長大成人的兒子。

## 早年
路易九世於1417年在布格豪森城堡出生，在那裡度過了他的童年和青年時代。
巴伐利亞-因戈爾施塔特公爵路易八世及路易七世分別於1445年及1447年逝世後，巴伐利亞-因戈爾施塔特公國移交給亨利十六世，並與巴伐利亞-蘭茨胡特合併。1450年7月30日，父親亨利十六世逝世，可能死於當時流行的瘟疫，唯一倖存兒子路易九世繼承為巴伐利亞-蘭茨胡特公爵。巴伐利亞-蘭茨胡特是巴伐利亞公國內經濟實力最強的地區，所以路易九世成為15世紀統治巴伐利亞-蘭茨胡特的三位著名富豪中的第二位，他們的住所是蘭茨胡特的特勞尼茨城堡，這座城堡的防禦工事規模宏大。

## 巴伐利亞公爵
1450年12月16日，路德維希與堂兄巴伐利亞-慕尼黑公爵阿爾布雷希特三世結盟，雙方簽署《埃爾丁條約》。 這份協議向確認父親奪得巴伐利亞-因戈爾施塔特公國的統治權，這使路易九世要比阿爾布雷希特三世的實力強大得多。
自從1458年路易九世入侵神聖羅馬帝國管轄的自由城市丁克爾斯比爾和多瑙沃特以來，他一直與神聖羅馬帝國皇帝腓特烈三世發生爭執，腓特烈三世任命勃蘭登堡-安斯巴赫藩侯阿爾布雷希特三世為帝國總督討伐路易九世。1462年7月19日，當阿爾布雷希特三世試圖擴大自己在對法蘭克尼亞的影響力時，路易九世在京根戰役中擊敗他。1462年8月23日，在紐倫堡簽署停戰協定。最後，路易九世於1463年在布拉格與皇帝腓特烈三世達成和議，多瑙沃特歸於神聖羅馬帝國，爭端才得以結束。路易九世驅逐所有拒絕接受洗禮的猶太人出公國。
1472年，路易九世在因戈爾施塔特創立因戈爾施塔特大學，該大學以維也納大學為模板創立，該大學於1800年移至蘭茨胡特，並於1802年改名為路德維希·馬克西米利安大學，最後移至慕尼黑。1475年，他為兒子格奧爾格與波蘭國王卡齊米日四世的女兒海德葳·雅蓋隆公主舉行一場盛大的婚禮，這場名為蘭茨胡特婚禮是中世紀最輝煌的盛會之一。
1479年，路易九世逝世，他被埋葬在Seligenthal修道院中。爵位由獨子格奧爾格繼承。

## 家庭
路易九世於1452年3月21日在蘭茨胡特與薩克森選侯腓特烈二世的女兒阿瑪利亞。他們有四名兒女：
1. 伊麗莎白（約1453年－1457年）
2. 格奧爾格（1455年8月15日–1503年12月1日），巴伐利亞公爵
3. 瑪格麗特（1456年11月7日－1501年2月25日），於1474年2月21日嫁給普法爾茨選侯菲利普。
4. 安娜（約1462年－1462年）